# 伊藤伊那男
伊藤 伊那男（いとう いなお、1949年 - ）は、長野県伊那地方の出身の俳人。出身地をそのまま俳号にした。本名正徳。

## 人物
長野県駒ヶ根市生まれ。長野県伊那北高等学校、慶應義塾大学法学部政治学科卒業後に野村證券に入社。その後退社し、オリックス勤務、金融会社経営を経て、53歳で脱サラ。神田神保町で、「銀漢亭」という居酒屋を経営（2020年5月閉店）。俳句は取引先の職場句会をきっかけにはじめ、1982年、「春耕」に入会、皆川盤水に師事。1990年春耕賞受賞。1998年、句集『銀漢』により第22回俳人協会新人賞。2011年、「春耕」の僚誌として「銀漢」を創刊・主宰。2018年、句集『然々と』により第58回俳人協会賞。句集に『銀漢』『知名なほ』『然々と』。

## 著書
- 『句集 知命なほ 角川21世紀俳句叢書』2009年　角川学芸出版
- 『角川俳句ライブラリー 漂泊の俳人 井上井月 』2014年 角川学芸出版
- 『銀漢亭こぼれ噺ーそして京都』発行北辰社 発売星雲社　2017年
- 『句集 然々と』北辰社 2018年